# کشورهای مستقل مشترک‌المنافع
کشورهای مستقل مشترک‌المنافع یا اتحادیه کشورهای مستقل همسود (CIS)، یک سازمان منطقه‌ای بین‌دولتی در اوراسیا است که پس از فروپاشی اتحاد جماهیر شوروی در سال ۱۹۹۱ تشکیل شد. مجموع مساحت کشورهای عضو آن، ۲۰٬۳۶۸٬۷۵۹ کیلومتر مربع و جمعیت آن‌ها، ۲۳۹٬۷۹۶٬۰۱۰ نفر، تخمین زده می‌شود. این سازمان، همکاری در امور اقتصادی، سیاسی و نظامی را تشویق می‌کند و دارای اختیارات خاصی در ارتباط با هماهنگی تجارت، مالی، قانون‌گذاری و امنیت، از جمله پیشگیری از جرائم فرامرزی است.

## تأسیس
این اتحادیه در دسامبر سال ۱۹۹۱ در یک قرار رؤسای کشورهای روسیه، بلاروس و اوکراین و سپس عضو شدن هشت کشور دیگر، شکل گرفت.
در سال ۱۹۹۳ پس از عضو شدن کشور گرجستان، که خود را تا آن زمان از این اتحادیه دور نگه می‌داشت، تعداد این کشورها افزایش یافت. گرجستان پس از جنگ مرداد ماه سال ۸۷ در منطقهٔ اوستیای جنوبی و دخالت روسیه از این سازمان خارج شد همین مسئله موجب تقدیم پیش‌نویس قانونی به مجلس اوکراین برای خروج از این سازمان شد. هرچند که هم‌اکنون نیز اوکراین فعالیت چندانی در این سازمان ندارد و عملاً از آن خارج شده است.
از فوریهٔ ۲۰۰۶ کشور قزاقستان در نشست‌های وزرای دفاع اتحادیه شرکت نمی‌کند و ترکمنستان نیز از سال ۲۰۰۵ عضو جانبی به حساب می‌آید.
اهداف این اتحادیه، سعی در بازسازی فضای اقتصادی و امنیت کشورهای پیشین اتحاد جماهیر شوروی سابق است.

## معنا
در سال‌های اخیر این اتحادیه مفهوم خود را از دست داده، چنانچه اعضای آن فقط در سطح دیپلمات‌ها با هم نشست انجام می‌دهند و رؤسای آن‌ها سال‌هاست که با هم نشستی نداشته‌اند.
در این میان کشورهای عضو، سیاست‌های خارجی مشترک نداشته و به موازات، پیمان‌های دیگری از قبیل مجمع اقتصادی اوراسیا و سازمان همکاری شانگهای و اکو (ایران، ترکیه و پاکستان)، بسته‌اند. 

## کشورهای عضو
اعضا
- جمهوری آذربایجان
- ارمنستان
- ازبکستان
- بلاروس
- تاجیکستان
- روسیه
- قرقیزستان
- قزاقستان
- مولداوی

عضو همکار
- ترکمنستان

ناظران
- افغانستان
- مغولستان

اعضای خارج شده
- اوکراین (در ۱۹ مارس ۲۰۱۴ اوکراین اعلام کرد که به دلیل الحاق شبه‌جزیره کریمه به خاک روسیه، از اتحادیه کشورهای مستقل مشترک‌المنافع خارج خواهد شد[۷])
- گرجستان